# Place de Krasiński
La place de Krasiński (polonais : Plac Krasińskich) est une place située dans le quartier Śródmieście (Centre-ville) à Varsovie.
La place elle-même est adjacente à la vieille ville de Varsovie et présente des bâtiments d'une grande importance historique et nationale.

## Histoire
La place a été formée à la fin du XVIIIe siècle à partir de l'ancienne cour du palais de Krasiński.
A l’époque du Royaume du Congrès, elle servait de marché pour la laine. Ce faisant, deux puits en fer ont ainsi été construits en 1823. En 1838, le palais Badeni fut érigé sur la place. De la fin du XIXe siècle jusqu’en 1939, la place ainsi que la rue Miodowa, constituaient le quartier judiciaire. 

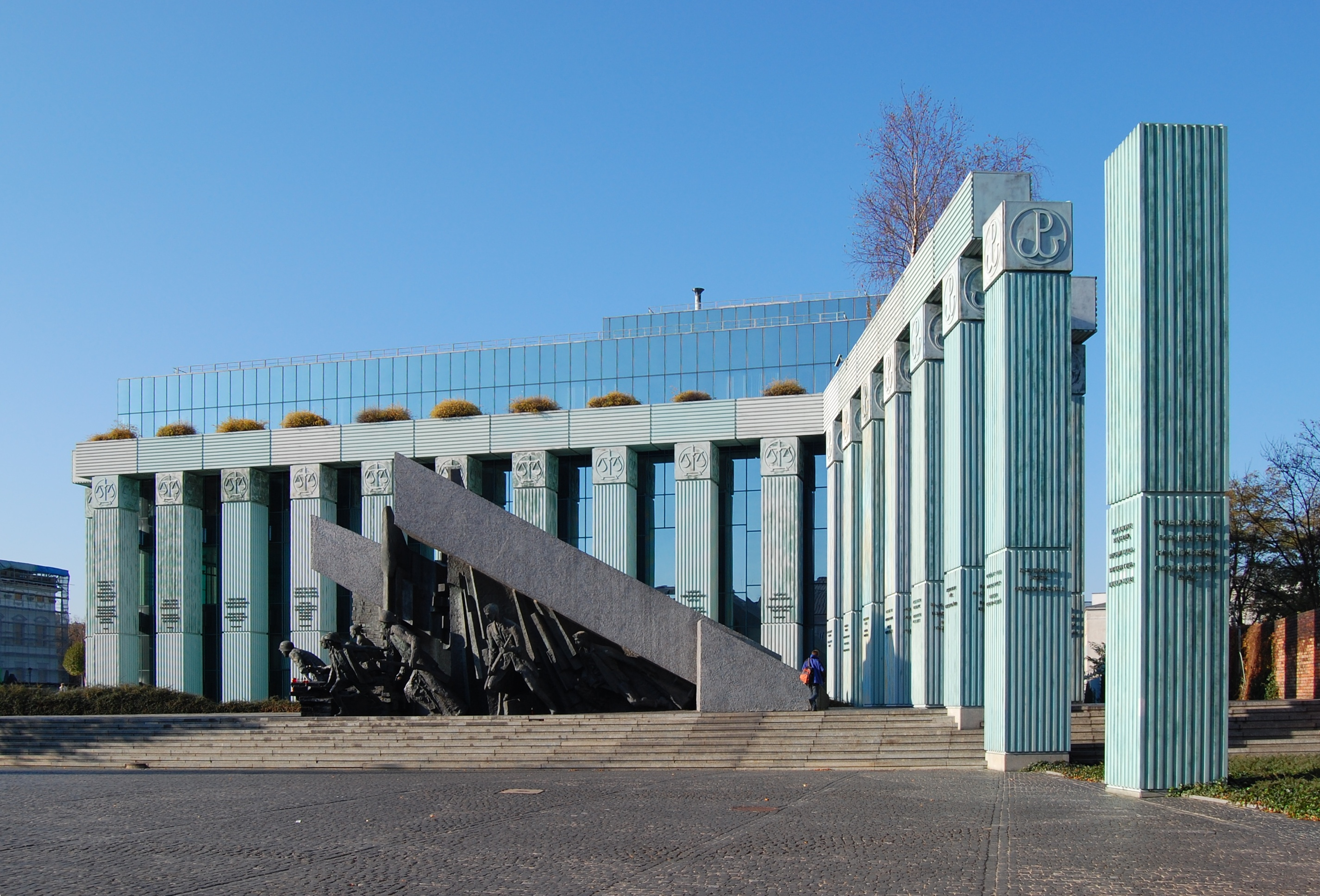
Monument de l'insurrection de Varsovie.

Durant l’entre-deux-guerres, le palais Badeni abritait la Cour d’appel, tandis que le palais Krasiński hébergeait la Cour suprême. 
Pendant la Seconde Guerre mondiale, la place faisait office de zone tampon entre le ghetto de Varsovie et le reste de la ville, ce qui entraîna la destruction de la plupart des bâtiments environnants.
Parmi les monuments situés sur la place figurent le palais Krasiński, le Monument de l’insurrection de Varsovie, le bâtiment moderne de la Cour suprême et la cathédrale du champ de l’armée polonaise. 
Le jardin Krasiński se trouve à proximité. Le palais Badeni se trouvait sur la place avant la Seconde Guerre mondiale, mais il fut entièrement détruit par les Allemands en 1944.